# Амурру
Амурру — древнее государство на севере современного Ливана и западе современной Сирии, существовавшее в XIV — середине XIII века до н. э. на территории, протянувшейся от Библоса до Угарита, и достигавшее царства Митанни. Царство Амурру временами было независимым, однако, как правило, находилось под «покровительством» Древнего Египта или Хеттского государства.
Считается, что основателем государства Амурру был некий Абди-Аширта, выходец из полуаморейской-полухурритской семьи. Он смог собрать и возглавить местных хабиру. Предполагается, что с их помощью он смог основать небольшое государство в горах Сирии.
Происхождение хабиру точно не установлено, но их название не означает определение единого народа или племени. В число хабиру входили как местное население Сирии и Ханаана, так и разноплеменные и разноязычные общины, которые не желали подчиняться власти Египетского царства и уходили в горы. Под этим именем также обозначали людей, которые враждовали с Египтом и подвластными ему местными властями. 
В начале XIV века до н. э., при царях Абди-Аширте и Азиру, царство Амурру пыталось подчинить себе ряд политий в Сирии и Финикии. Абди-Аширта отнял часть владений у соседних правителей, но вынужден был подтвердить зависимость от Аменхотепа III. Затем, в правление Эхнатона, вторжение царя Митанни Тушратты в египетские владения вынудило Абди-Асирту признать зависимость от Митанни. После смерти Абди-Аширты Амурру было консолидировано его сыном Азиру, перешедшим в итоге из-под покровительства Митанни под власть хеттского царя Суппилулиумы I. 
Абди-Аширта и Азиру захватили значительную часть окружающих владений (прежде всего побережье с Библом и Цумуром), включив их в состав своего царства. Династия Азиру правила в Амурру до гибели последнего под ударом «народов моря». На протяжении этого времени царство в центральной Сирии почти всегда оставалось вассалом хеттов (исключая краткий промежуток от вторжения фараона Сети I, подчинившего его около 1300 до н. э., и до нового перехода Амурру на сторону хеттов в начале правления преемника Сети, Рамсеса II). 
В 1250-е годы до н. э. государство подверглось нашествию различных «народов моря» и вскоре прекратило своё существование.
В торговле с другими государствами Амурру известен как экспортёр древесины, вина, бальзамов и благовоний.

## Список известных правителей Амурру
- Абди-Аширта (около 1380 года до н. э.)
- Азиру (1340—1315 годы до н. э.)
- Ари-Тешшуб (1315—1313 годы до н. э.)
- Дуппи-Тешшуб (1313—1280 годы до н. э.)
- Бентешина (1280—1275 годы до н. э., первое правление)
- Шапили (1275—1260 годы до н. э.)
- Бентешина (1260—1230 годы до н. э., второе правление)
- Шаушкамува (1230—1210 годы до н. э.)